# Litovany
Litovany är en ort i Tjeckien.   Den ligger i regionen Vysočina, i den sydöstra delen av landet, 160 km sydost om huvudstaden Prag. Litovany ligger 412 meter över havet och antalet invånare är 138.
Terrängen runt Litovany är platt. Runt Litovany är det ganska glesbefolkat, med 40 invånare per kvadratkilometer. Närmaste större samhälle är Moravské Budějovice, 17,1 km väster om Litovany. Trakten runt Litovany består till största delen av jordbruksmark.